# Musa Gürbüz
Musa Gürbüz (ur. 22 października 1989 roku) – turecki zapaśnik walczący w stylu wolnym. 
Brązowy medalista akademickich MŚ w 2014. Wicemistrz Europy juniorów w 2009. Siedemnasty na Uniwersjadzie w 2013 roku.